# Tufão Prapiroon (2006)
O tufão Prapiroon (designação internacional: 0606; designação do JTWC: 07W; designação filipina: Henry) foi um ciclone tropical que atingiu as Filipinas no final de Julho de 2006 e o sul da China na primeira semana de Agosto do mesmo ano. Sendo o décimo ciclone tropical, o sexto sistema nomeado e o quarto tufão da temporada de tufões no Pacífico de 2006, Prapiroon formou-se uma perturbação tropical em 28 de Julho e tornou-se um tufão sobre o Mar da China Meridional em 2 de Agosto, atingindo a província chinesa de Guangdong no dia seguinte, com ventos constantes de 120 km/h. Durante sua passagem nas Filipinas, Prapiroon deixou 6 fatalidades. Na China, o tufão deixou pelo menos outras 80 fatalidades e causou prejuízos somados de $900 milhões de dólares.

## História meteorológica

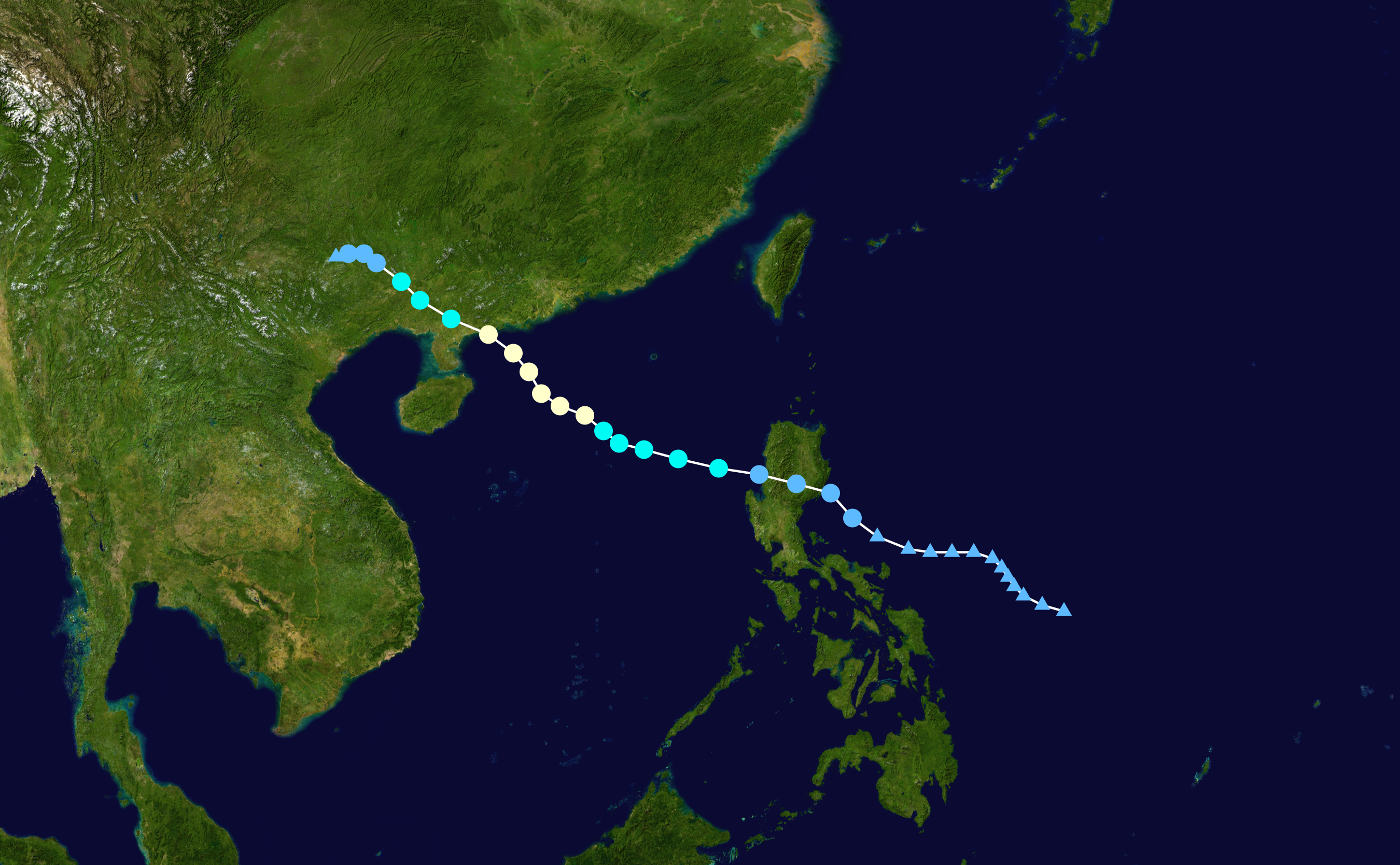
O caminho de Prapiroon

Prapiroon formou-se de uma persistente área de distúrbios meteorológicos localizada a cerca de 120 km a oeste-sudoeste de Yap. O Joint Typhoon Warning Center notou a formação da perturbação em 25 de Julho. imagens de satélite mostraram uma circulação ciclônica de baixos níveis com áreas de convecção na parte ocidental da circulação. As condições de altos níveis mostravam ventos de cisalhamento baixos a moderados, sendo que os fluxos externos meridionais estavam em desenvolvimento. A perturbação tropical seguiu para oeste-noroeste por vários dias, sem desenvolver-se significativamente. O sistema adentrou a área de responsabilidade da Administração de Serviços Atmosféricos, Geofísicos e Astronômicos das Filipinas em 28 de Julho, ganhando o nome Henry. Finalmente, no começo da madrugada de 30 de Julho, o JTWC emitiu um alerta de formação de ciclone tropical (AFCT) sobre o sistema, assim que as áreas de convecção aumentaram sobre a circulação ciclônica de baixos níveis mais bem definida. O JTWC começou a emitir avisos regulares sobre a depressão tropical 07Wno começo da madrugada de 31 de Julho. Neste momento, a depressão localizava-se a cerca de 215 km a leste-nordeste de Manila, capital das Filipinas. A depressão continuava a seguir para oeste-noroeste sob a influência de uma alta subtropical ao seu nordeste.
A depressão fez landfall em Luzon, Filipinas ainda em 31 de Julho. Após passar pelas Filipinas, a depressão intensificou-se numa tempestade tropical, sobre o Mar da China Meridional. Seis horas depois, a Agência Meteorológica do Japão (AMJ) também classificou a depressão numa tempestade tropical e lhe atribuiu o nome Prapiroon, tendo, horas depois, classificado novamente o sistema numa tempestade tropical severa. O nome Prapiroon foi submetido pela Tailândia e refere-se a uma divindade da chuva tailandesa. A PAGASA emitiu seu último aviso sobre Henry (Prapiroon) ainda em 1º de Agosto, quando o sistema deixou sua área de responsabilidade. Prapiroon continuou a se intensificar sobre o Mar da China Meridional e segundo o JTWC e a AMJ, Prapiroon tornou-se um tufão em 2 de Agosto. Neste momento, Prapiroon localizava-se a 380 km ao sul de Hong Kong No começo da madrugada de 3 de Agosto, Prapiroon alcançou seu pico de intensidade, com ventos máximos sustentados de 130 km/h, segundo o JTWC. Neste momento, Prapiroon começou a seguir para norte-noroeste, e após para noroeste, devido a um cavado profundo de médias latitudes sobre a China.
Ainda em 3 de Agosto, Prapiroon fez landfall nas cercanias de Yangjiang, na província chinesa sulista de Guangdong. Com isso, o JTWC emitiu seu último aviso sobre o sistema. A AMJ manteve Prapiroon como uma tempestade tropical até o começo da madrugada de 5 de Agosto, quando emitiu seu último aviso.

## Preparativos e impactos
Assim que o sistema começou a ser monitorado pela PAGASA, a agência filipina emitiu um sinal de tempestade nº1 para as províncias de Camarines Norte, Camarines Sur, Albay, Sorsogon e Catanduanes. A passagem do sistema deixou seis fatalidades no norte das Filipinas.

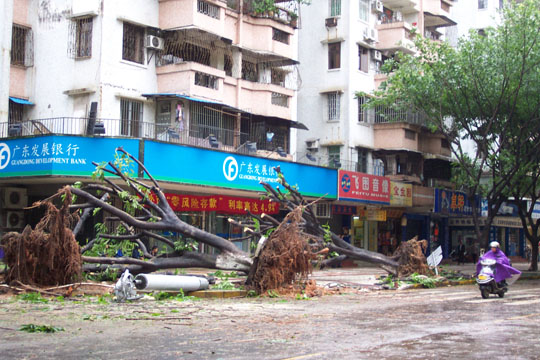
A destruição causada pelo tufão Prapiroon em Zhongshan, China

O tufão trouxe ventos sustentados de até 120 km/h para a província chinesa de Guangdong. Prapiroon trouxe chuvas pesadas e ventos fortes para uma vasta região no sul da China. Segundo o comitê nacional chinês de redução de desastres naturais, Prapiroon afetou mais de 10 milhões de pessoas. Na província, houve a necessidade da retirada de mais de 660.000 pessoas de áreas de risco. O tufão também destruiu 30.000 residências e danificou outras 140.000, principalmente devido às enchentes e deslizamentos de terra, nas províncias de Guangdong, Guangxi e Hainan. As enchentes e os deslizamentos de terra também afetaram todo tipo de transporte terrestre. A costa de Guangdong também sofreu com a intensa ressaca. Na província, pelo menos 54 pessoas morreram, entre os quais 9 faleceram quando um tornado gerado por Prapiroon formou-se na região.
A província de Guangxi também foi severamente afetada pelo tufão Prapiroon. Segundo o departamento de assuntos civis de Guangxi, mais de 5,9 milhões foram afetadas pelo tufão e 9.300 residências foram danificadas ou destruídas. Somente na província, Prapiroon deixou 26 fatalidades.
Os efeitos de Prapiroon também foram sentidos em Fujian, Jiangxi, Hunan e Hainan.
Em Macau houve a necessidade da emissão de um sinal de tempestade nº8, o primeiro do ano no território. Em Hong Kong, mais de 2.000 árvores foram derrubadas. Cerca de 20 containers foram tombadas pelos fortes ventos no terminal portuário. Mais de 800 voos (70% dos voos diários) foram cancelados ou adiados no Aeroporto Internacional de Hong Kong, deixando em terra mais de 3.000 passageiros, apesar do aeroporto não fechar oficialmente em 3 de Agosto. O serviço de balsas no Estreito de Qiongzhou também foram suspensas.
No total, 80 pessoas morreram como conseqüência da passagem de Prapiroon na China. O tufão também provocou prejuízos de mais de $7,2 bilhões de yuans ($900 milhões de dólares).